# پیچند دسامبر ۲۰۲۱ آمریکا
پیچند دسامبر ۲۰۲۱ آمریکا (انگلیسی: Tornado outbreak of December 10–11, 2021) در اواخر فصل بخش‌هایی از جنوب و غرب میانه ایالات متحده را از عصر ۱۰ دسامبر تا صبح زود ۱۱ دسامبر ۲۰۲۱ درنوردید. این پیچند در دره‌ای به سمت شرق در سراسر ایالات متحده پیش رفت که با محیط مرطوب و ناپایدار در سراسر دره می‌سی‌سی‌پی در تعامل بود. فعالیت پیچند از میسوری، ایلینویز، تنسی و کنتاکی آغاز شد و به سمت شمال شرقی آرکانزاس، پیشروی کرد.

## تلفات
مرگ بیش از ۱۰۰ نفر تا ۱۳ دسامبر در اثر این پیچند تأیید شده‌است، که از پیچند ویکسبرگ، می‌سی‌سی‌پی در ۵ دسامبر ۱۹۵۳، که باعث مرگ ۳۸ نفر شد، پیشی گرفت و به عنوان مرگبارترین پیچند در ایالات متحده ثبت شده‌است.